# ستيفن موس (ممرض)
ستيفن موس (بالإنجليزية: Stephen Moss)‏ هو ممرض بريطاني، ولد في 1947.